# St. Antonius (Rott)

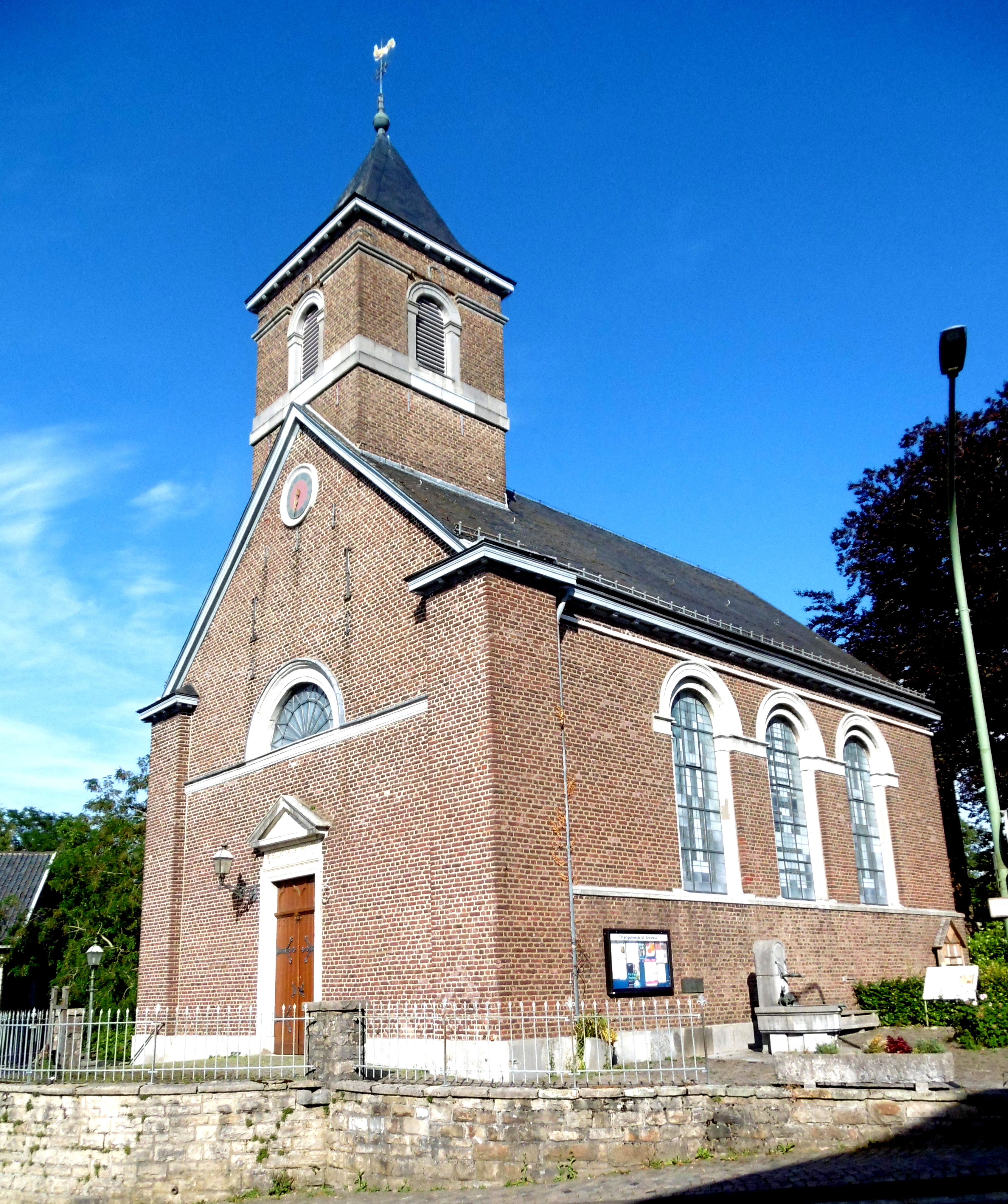
St. Antonius in Rott

St. Antonius ist eine römisch-katholische Pfarrkirche in Rott, einem Ortsteil der Gemeinde Roetgen in der Städteregion Aachen in Nordrhein-Westfalen. Sie wurde zwischen 1834 und 1836 nach Plänen von Christian Wilhelm Ulich erbaut.
Die Kirche ist unter Nummer 7 in die Liste der Baudenkmäler in Roetgen eingetragen. Zur Pfarre gehören auch Lensbach und Rotterdell.

## Geschichte

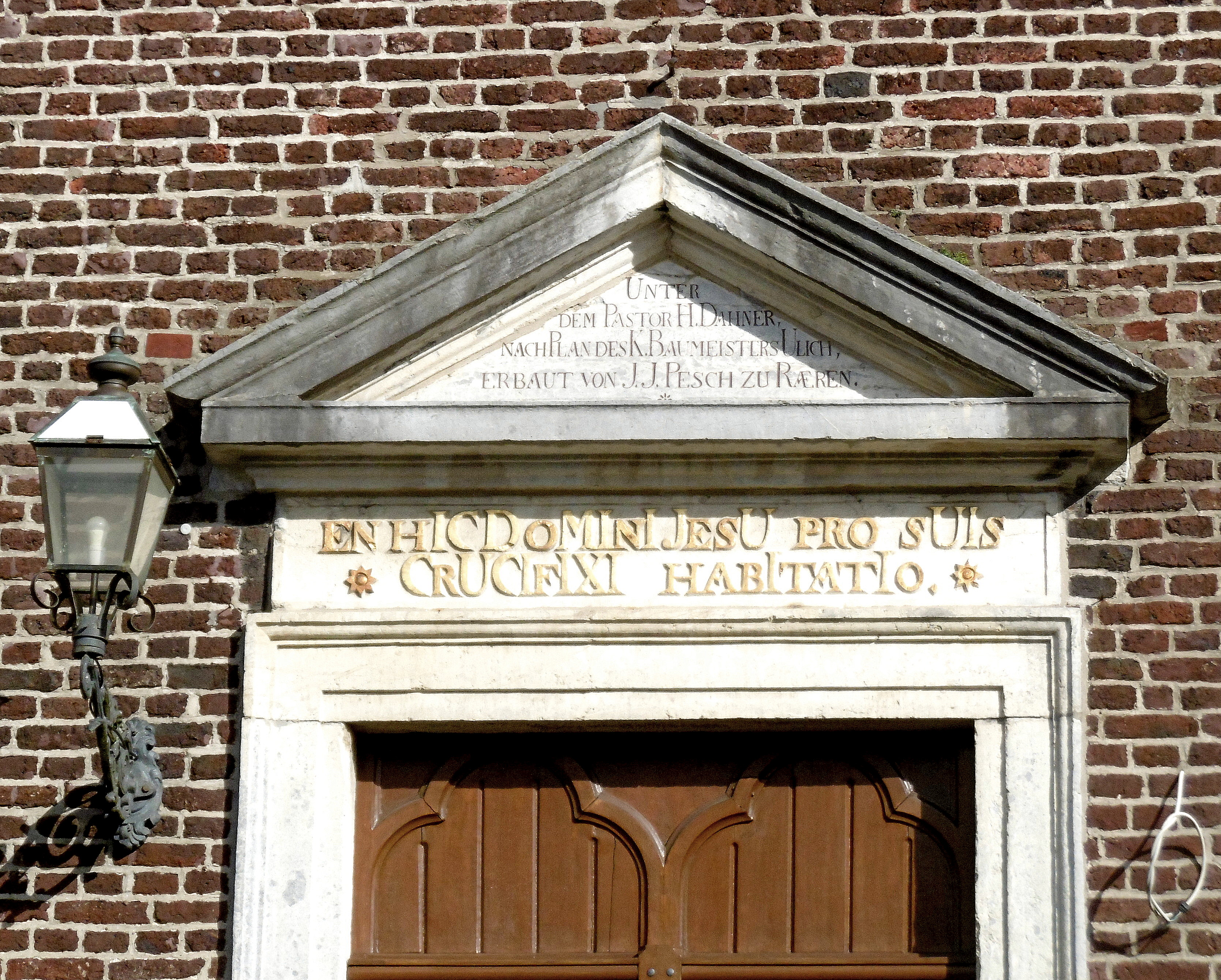
Baudaten im Thympanon des Haupteingangs

Rott gehörte ursprünglich zur weit ausgedehnten Pfarre Konzen, wurde jedoch seelsorglich von Hahn aus betreut. Im 17. Jahrhundert soll es eine erste eigene Kapelle gegeben haben, über die jedoch nichts Näheres bekannt ist. Diese Kapelle wurde durch einen größeren Neubau, der 1717 errichtet wurde, ersetzt. Diese Kirche brannte jedoch 1833 vollständig nieder, weshalb ein Kirchenneubau notwendig wurde. Bereits 1804 war Rott eigenständige Pfarrei geworden. Die Pläne für den Neubau entwarf der Kommunal-Baumeister Christian Wilhelm Ulich. 1836 war die heutige Pfarrkirche fertiggestellt und konnte durch den Aachener Stiftspropst Matthias Claessen benediziert werden.

## Baubeschreibung
St. Antonius ist eine einschiffige Saalkirche in Formen des Klassizismus aus Backsteinen mit Blausteingliederung. Das Langhaus wird von einem Tonnengewölbe überspannt. An das Langhaus schließt sich der eingezogene Chor an, der halbkreisförmig abschließt.

## Ausstattung

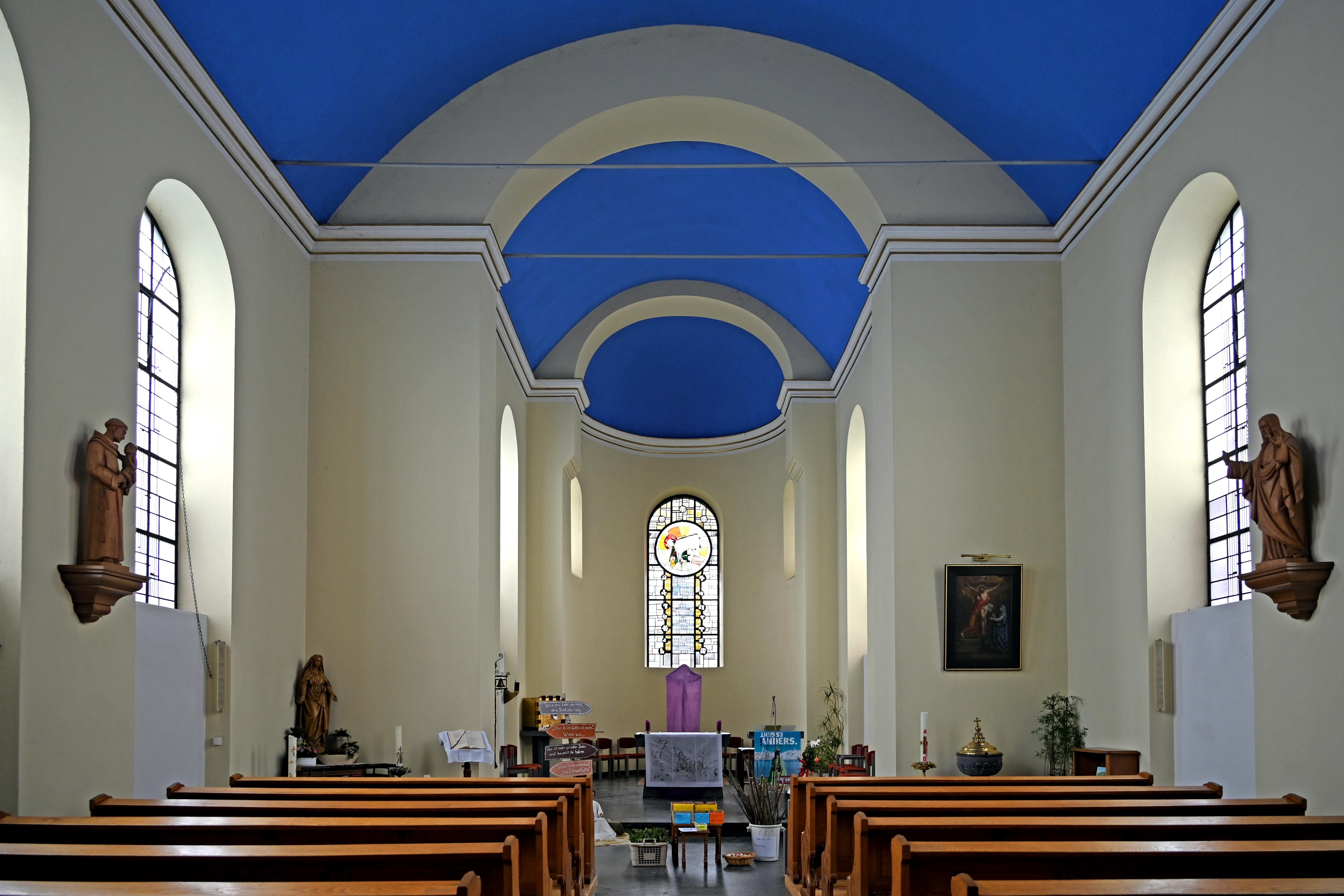
Innenraum

In der Kirche befinden sich Buntglasfenster der Aachener Künstlerin Maria Katzgrau aus dem Jahr 1992.

### Orgel

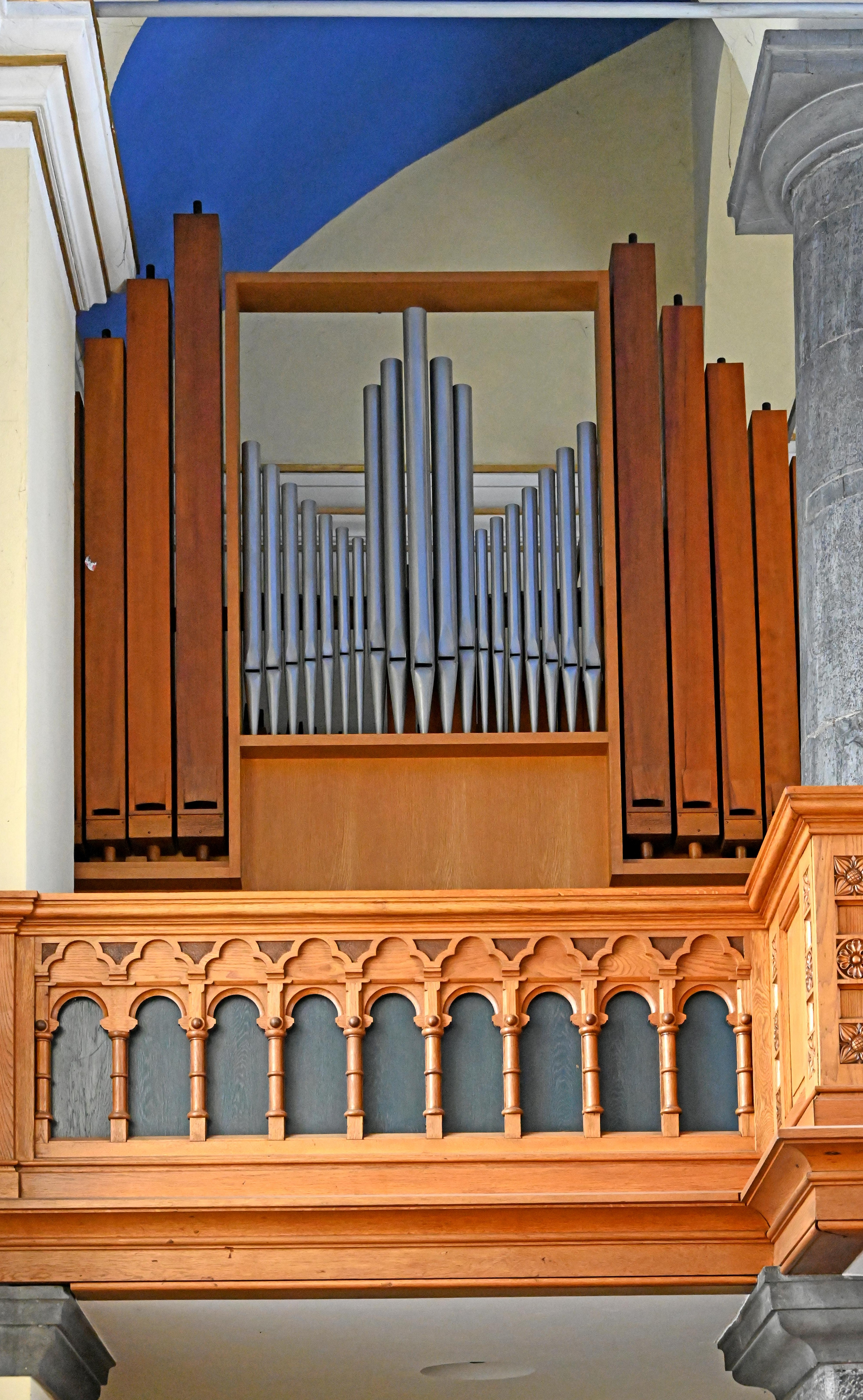
Orgel

Die Orgel ist ein Werk der Orgelbauanstalt Georg Stahlhuth. Sie wurde 1952 für die Kirchenmusikschule St. Gregorius-Haus Aachen erbaut und verfügt über 11 Register, verteilt auf zwei Manuale und Pedal mit nachfolgender Disposition:
| I Hauptwerk C–g3 |    |
| Gedeckt          | 8′ |
| Principal        | 4′ |
| Nachthorn        | 2′ |

| II Nebenwerk C–g3 |    |
| Quintade          | 8′ |
| Flöte             | 4′ |
| Mixtur III–IV     |    |
| Dulcian           | 8′ |
| Tremulant         |    |

| Pedal C–f1  |     |
| Subbass     | 16′ |
| Gedacktbass | 8′  |
| Choralbass  | 4′  |
| Dulcian     | 8′  |

- Koppeln: II/I, I/P, II/P

## Glocken
Im Glockenturm befindet sich ein vierstimmiges Bronze-Geläut.
| Nr. | Name | Gussjahr | Gießer                                             | Durchmesser (mm) | Gewicht (kg, ca.) | Schlagton (HT-1/16) | Inschrift |
| --- | ---- | -------- | -------------------------------------------------- | ---------------- | ----------------- | ------------------- | --------- |
| 1   | -    | 1953     | Hans Hüesker, Fa. Petit & Gebr. Edelbrock, Gescher | -                | -                 | b′                  | –         |
| 2   | -    | 1835     | August Gaulard, Lüttich                            | 700              | 220               | des′′               | –         |
| 3   | -    | 1953     | Hans Hüesker, Fa. Petit & Gebr. Edelbrock, Gescher | -                | -                 | es′′                | –         |
| 4   | -    | 1953     | Hans Hüesker, Fa. Petit & Gebr. Edelbrock, Gescher | -                | -                 | f′′                 | –         |

## Pfarrer
Folgende Priester wirkten bislang als Pastor an St. Antonius:
| von – bis | Name                   |
| --------- | ---------------------- |
| 1804–1811 | Johann E. Schreiber    |
| 1929–1937 | Wilhelm Hillebrand     |
| 1937–1950 | Hubert Becker          |
| 1950–1956 | Josef Außem            |
| 1956–1957 | Franz Harnacke         |
| 1957–1966 | Hubert Kourth          |
| 1966–1988 | Gerhard Beulen         |
| 1988–2013 | Hans Georg Schornstein |
| 2013–2020 | Ewald Vienken          |
| Seit 2023 | Andreas Möhlig         |